# Мужаковский диалект

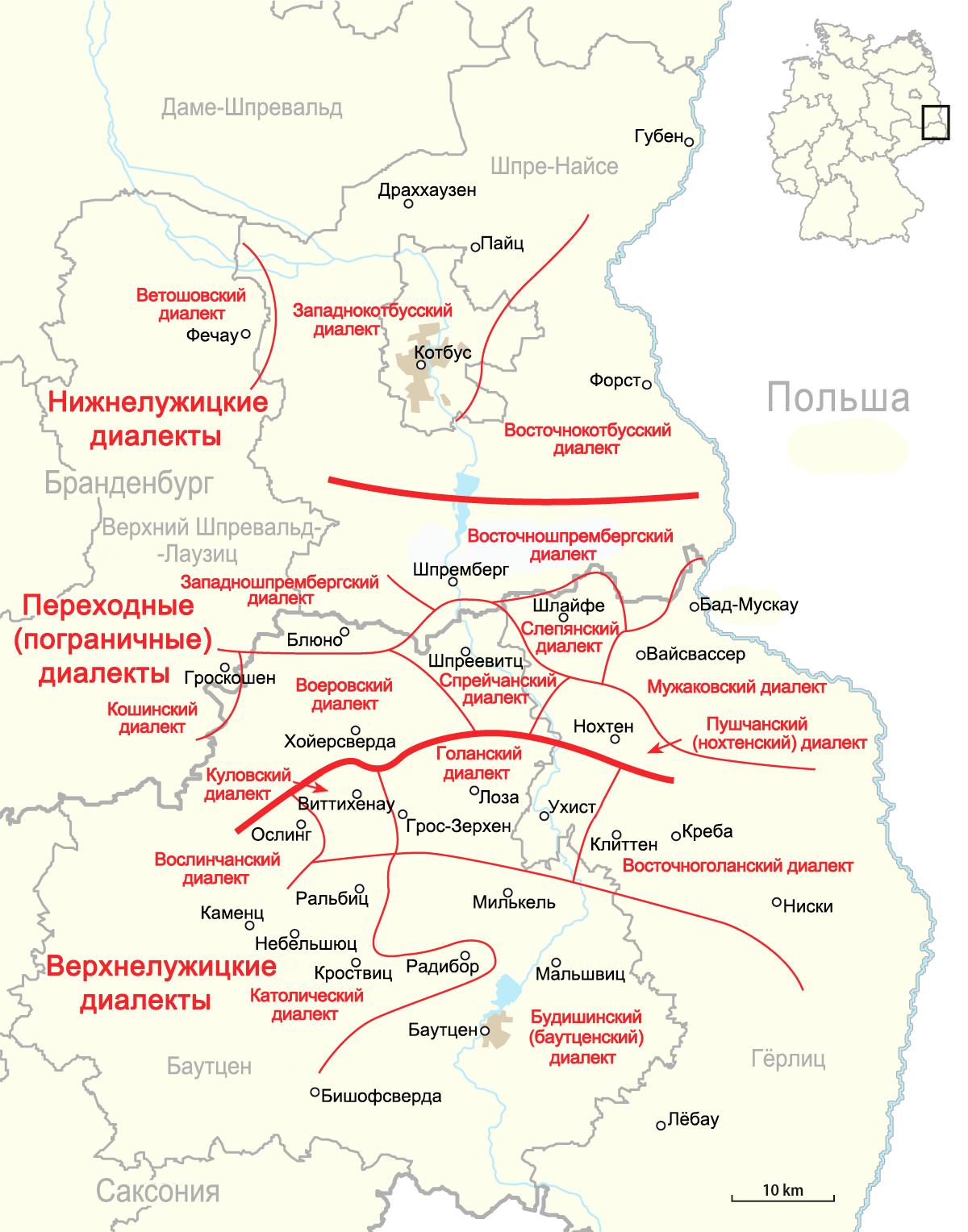
Мужаковский диалект на карте лужицких диалектов

Му́жаковский диале́кт (луж. mužakowska narěč) — один из диалектов серболужицкого языка, распространённый в районе города Мужакова (в.-луж. Mužakow, нем. Bad Muskau). Вымер в конце XIX — начале XX века, когда лужичане в сёлах окрестностей Мужакова почти полностью перешли на немецкий язык. Мужаковский вместе с близким ему слепянским диалектом, распространённым в районе Слепо (в.-луж. Slepo, нем. Schleife), относится к переходным диалектам от верхнелужицкой к нижнелужицкой диалектным группам, размещаясь в восточном ареале переходной диалектной зоны.
Изучением мужаковского диалекта в начале XX века занимался российский лингвист Л. В. Щерба, посещавший Лужицу в 1907, 1908 и 1913 гг., подробное описание этого диалекта содержится в его работе 1915 года «Восточнолужицкое наречие».
Л. В. Щерба, в отличие от многих исследователей лужицких языков (таких, как А. Мука (Mucke K. E.), Г. Шустер-Шевц (H. Schuster-Šewc), З. Штибер), не относил мужаковский ни к верхнелужицкой, ни к нижнелужицкой диалектным группам, ни к переходным говорам; по мнению Л. В. Щербы этот диалект представлял собой остатки самостоятельного восточнолужицкого наречия.
В мужаковском, как и в слепянском, шире распространены черты, общие с нижнелужицкими диалектами. В отличие от других диалектов серболужицкого мужаковский характеризовался бо́льшим числом черт, сближавших его с говорами польского языка. Черты данного диалекта встречаются в памятнике лужицкой письменности XVII века — в книге «Энхиридион Вандаликум» («Enchiridion Vandalicum») А. Тары (A. Tharaeus) 1610 года (написанной на вымершем шторковском, но содержащей также черты других лужицких диалектов).